# Chevilly-Larue
Chevilly-Larue là một xã trong vùng hành chính Île-de-France, thuộc tỉnh Val-de-Marne, quận L'Haÿ-les-Roses, tổng Chevilly-Larue. Tọa độ địa lý của xã là 48° 45' vĩ độ bắc, 02° 21' kinh độ đông. Chevilly-Larue nằm trên độ cao trung bình là 90 mét trên mực nước biển, có điểm thấp nhất là 83 mét và điểm cao nhất là 94 mét. Xã có diện tích 4,22 km², dân số vào thời điểm 1999 là 18.149 người; mật độ dân số là 4301 người/km².

## Thông tin nhân khẩu
| 1946  | 1954  | 1962   | 1968   | 1975   | 1982   | 1990   | 1999   |
| ----- | ----- | ------ | ------ | ------ | ------ | ------ | ------ |
| 3 102 | 3 861 | 11 458 | 16 168 | 17 687 | 16 026 | 16 223 | 18 149 |

## Các thành phố kết nghĩa
- Freiburg-Hochdorf, Đức
- Yên Bái, Việt Nam